# Geranium mlanjense
Geranium mlanjense là một loài thực vật có hoa trong họ Mỏ hạc. Loài này được J.R.Laundon mô tả khoa học đầu tiên năm 1961.